# Список умерших в 1141 году

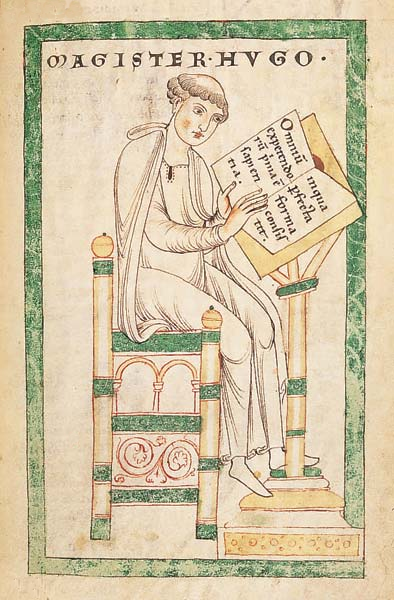
Гуго Сен-Викторский

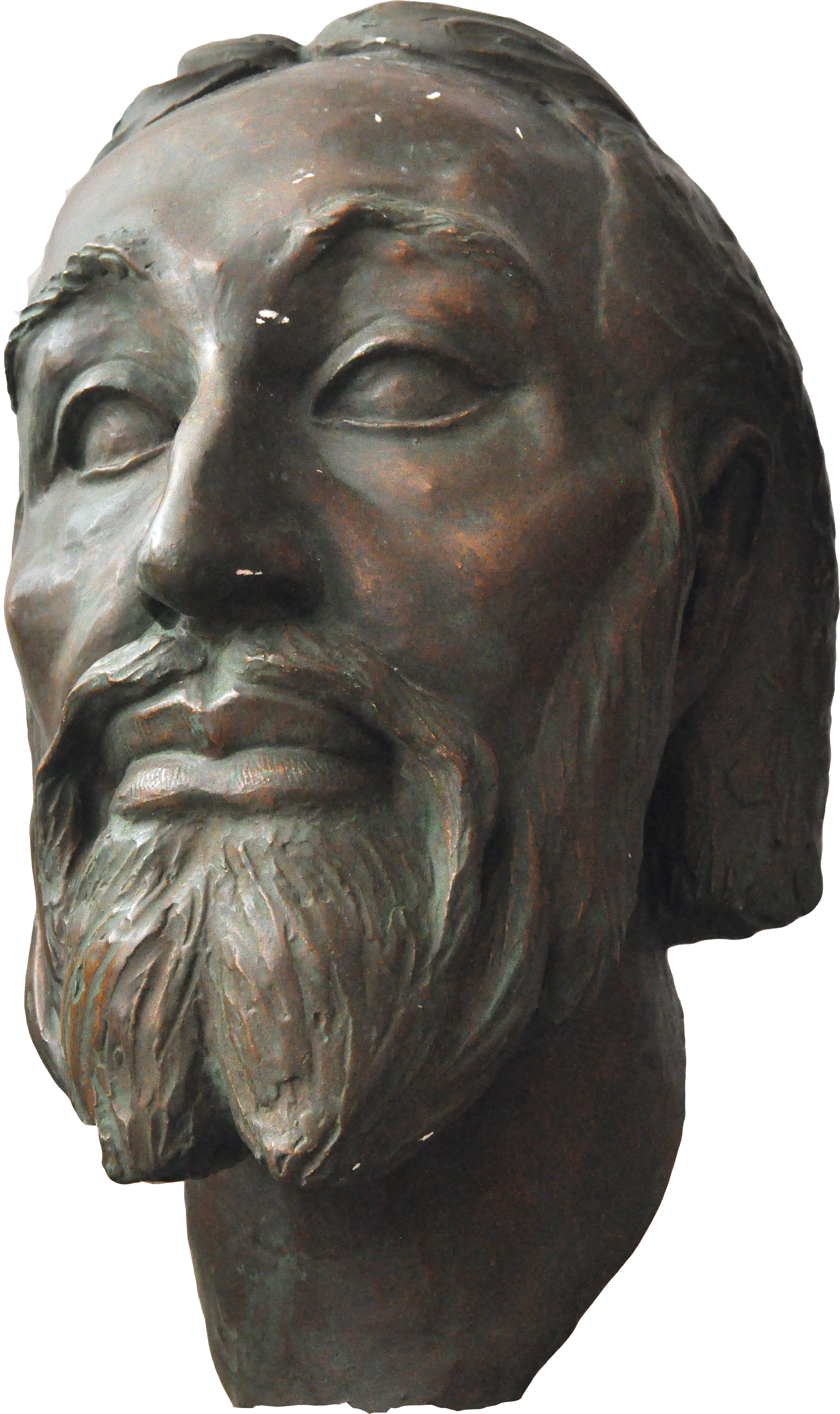
Бела II

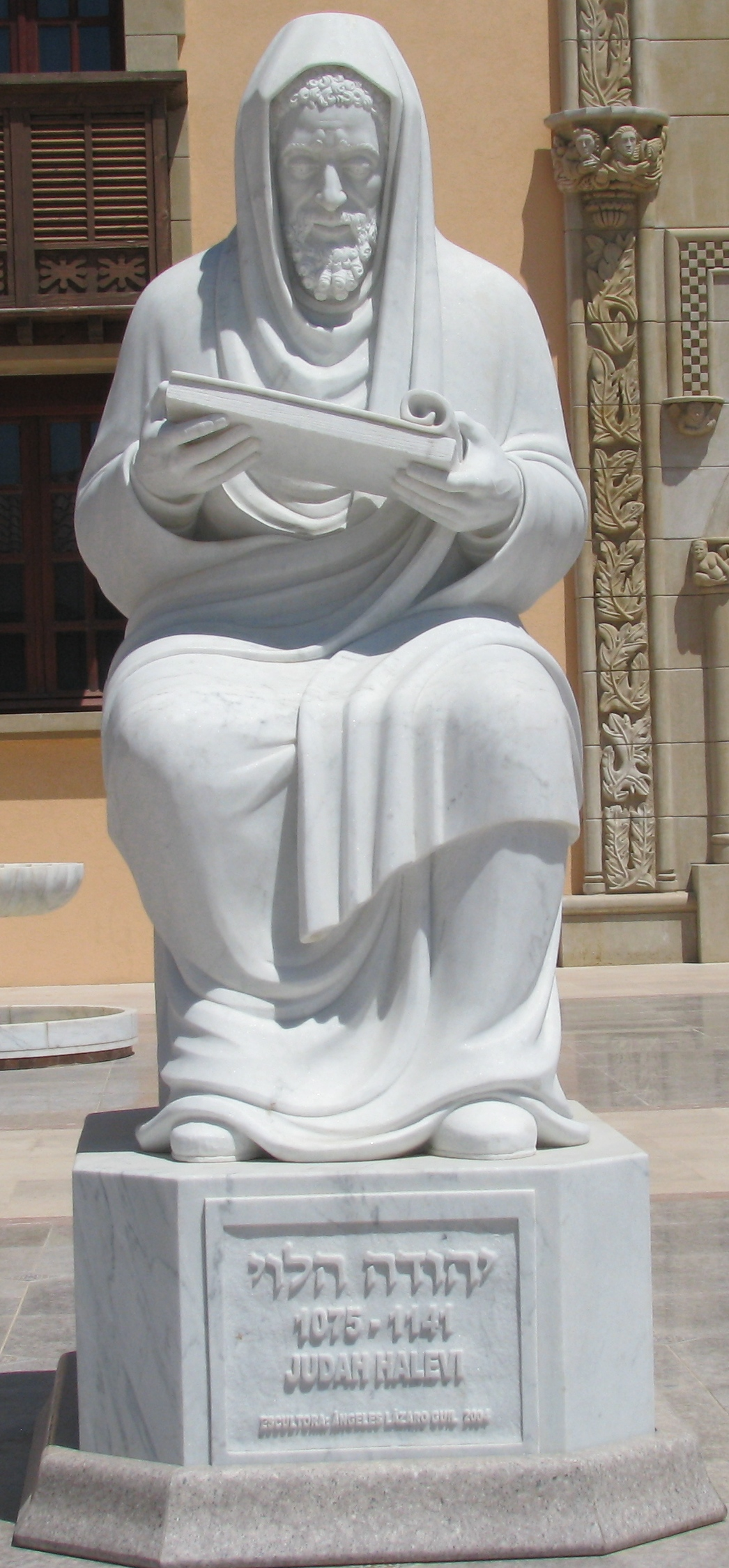
Иехуда Галеви

В этой статье представлен список известных людей, умерших в 1141 году.
См. также: Категория:Умершие в 1141 году

## Январь
- 22 января — Андрей Владимирович Добрый — Князь волынский (1119—1135), Князь переяславский (1135—1141)
- 27 января — Юэ Фэй — национальный герой Китая, который в XII веке возглавил оборону страны от вторжения чжурчжэней. Казнён

## Февраль
- 11 февраля — Гуго Сен-Викторский — французский философ, богослов, педагог.
- 13 февраля — Бела II Слепой — король Венгрии (1131—1141)
- 28 февраля — Элен Бургундская[фр.] — графиня-консорт Тулузы (1105—1112) жена Бертрана Тулузского

## Март
- 28 марта — Эймерик Бургундский — Кардинал-священник Санта-Мария-Нуова 1120—1141)

## Апрель
- 13 апреля — Энгельберт — маркграф Истрии (1103—1124), первый граф Крайбурга и Маркварштайна (1108—1124), герцог Каринтии и маркграф Вероны (1123—1134) Умер после отречения в монастыре.

## Май
- 6 мая — Джеффри Руфус — английский прелат, канцлер Англии (1123—1133), епископ Дарема (с 1133).
- 11 мая — Роберт Брюс — первый лорд Аннандейла, (ок. 1078—1141) — основатель шотландского дворянского рода Брюсов.
- 15 мая — Обри де Вер II — англонормандский аристократ, участник первого крестового похода, первый наследственый лорд-камергер Англии в период правления Генриха I и Стефана Блуаского, погиб во время восстания в Лондоне против императрицы Матильды.
- 25 мая  — Маргарита д’Эгль — королева-консорт Наварры (1130—1141), жена короля Гарсии IV

## Июнь
- 10 июня — Рихенза Нортхеймская — герцогиня-консорт Саксонии (1106—1137), королева-консорт Германии (1125—1137), императрица-консорт Священной Римской империи (1133—1137), жена Лотаря II
- 28 июня — Удо[нем.] — епископ Оснабрюка (1137—1141)

## Июль
- 17 июля — Адальберт II[нем.] — архиепископ Майнца (1138—1141)

## Сентябрь
- 2 сентября — Ли Гюбо — корейский поэт и чиновник эпохи государства Корё.

## Октябрь
- 18 октября — Леопольд IV Щедрый — маркграф Австрии (1136—1141), герцог Баварии (1139—1141)

## Дата неизвестна или требует уточнения
- Альберик Реймский[англ.] — архиепископ Буржа (1137—1141)
- Шейх Ахмад-е Джами[англ.] — персидский писатель и поэт.
- Владимир Всеволодович — князь Новгородский (1136).
- Галеви, Иехуда — средневековый еврейский поэт и философ.
- Гуго (Юг) III — граф де Сен-Поль (1130—1141)
- Гуго де Бомон — англонормандский аристократ из дома де Бомон, граф Бедфорд (1137—1141), участник гражданской войны в Англии 1135—1154 годов.
- Гуго Сен-Викторский — французский философ-схоластик, богослов, писатель и педагог.
- Ибн ал-Ариф[исп.] — мусульманский теолог
- Иван Василькович — первый князь Галицкий (1124—1141)
- Джозеф ибн Мигаш[англ.] — еврейский раввин и теолог.
- Ордерик Виталий — английский хронист, автор «Церковной истории».
- Ратислав — князь племени руян до 1141 года.
- Рубен Рубенид — армянский князь из династии Рубенидов. Умер в византийском плену
- Санаи — персидский поэт. Дата смерти предположительна.